# Buulobarde

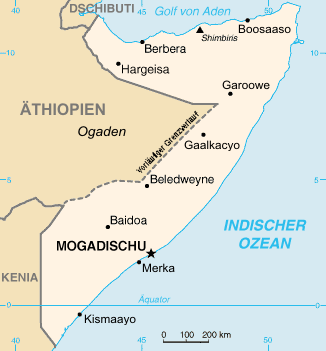
Karte Somalias; Buulobarde liegt südlich von Beledweyne

Buulobarde (auch Buulo Barde, Bulobarde, Buulo Berde, Bulo Burti) ist eine Stadt in Zentral-Somalia mit etwa 17.000 Einwohnern. Sie liegt in der Region Hiiraan am Fluss Shabelle. Die Umgebung ist ein wichtiges Habitat für Vögel.

## Geschichte
Während der Zeit, als die Stadt zu Italienisch-Somaliland gehörte, erhielt sie 1935 oder 1936 Eisenbahnanschluss mit der Bahnstrecke Villaggio Duca degli Abruzzi–Bulo-Burti. Diese wurde im Zweiten Weltkrieg bis Ferfer weitergebaut, das 1941 erreicht wurde. Zur Dauer des Betriebes gibt es unterschiedliche Angaben.